# Elm d'Hades

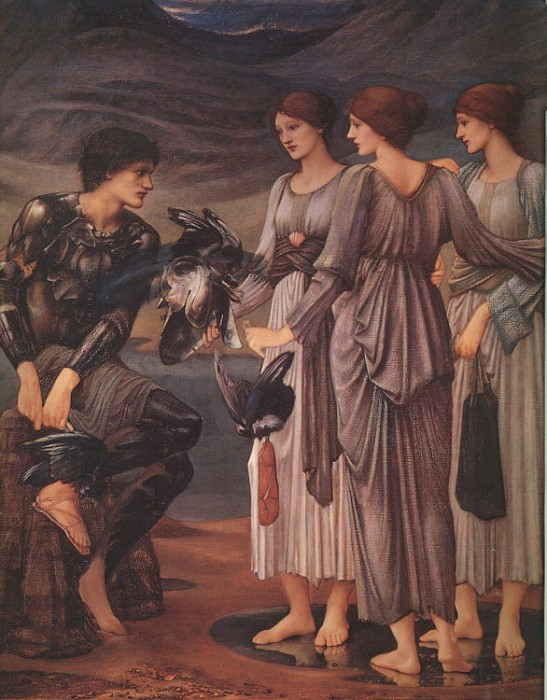
The Arming of Perseus 1885 Edward Burne-Jones. Una nimfa dona un casc a Perseu

L'elm d'Hades o casc d'Hades (grec antic: ἡ Ἄϊδος κυνέη o κυνῆ) és una arma pertanyent a la mitologia grega. En la lluita contra els Titans, els Ciclops van armar Hades amb un casc que tornava invisible qui el portés. Més endavant altres divinitats portaren aquest casc, com ara Atenea, i herois, com Perseu, que l'utilitzà per derrotar la Medusa i fugir de les seves germanes, les Gorgones, que el van perseguir endebades, ja que amb el casc era invisible. Abans que fos utilitzat per Perseu era custodiat per les Grees, les germanes de les Gorgones. Perseu va persuadir les Grees perquè l'hi donessin i li diguessin el camí per trobar les Gorgones. Una vegada morta Medusa, Perseu l'utilitzà per matar el monstre marí que volia devorar Andròmeda, i més endavant per lliurar Dictis i Dànae de Polidectes. Després, Perseu va tornar les armes màgiques que tenia, entre elles el casc d'Hares, a Hermes, que els restituí a les nimfes, les seves legítimes posseïdores. El que va passar després amb aquests casc és desconegut i cap mite ni llegenda en parla.